# 武姆
武姆是非洲中西部國家喀麥隆的城鎮，由西北省負責管轄，位於該國西北部，距離首府巴門達80公里，海拔高度1,100米，2010年人口估計為81,629。
6°23′N 10°04′E / 6.383°N 10.067°E